# Kaufmann für Tourismus und Freizeit
Kaufmann/-frau für Tourismus und Freizeit ist ein staatlich anerkannter Ausbildungsberuf, der aufgrund vielfältiger Entwicklungen der Tourismus- und Freizeitbranche entstanden ist. Die Ausbildungsdauer beträgt in der Regel drei Jahre. Das Tätigkeitsfeld von Kaufleuten für Tourismus und Freizeit fokussiert auf den Inlandstourismus: sie vermitteln und verkaufen Produkte innerhalb einer Region oder eines Ortes. Die Ausbildung erfolgt deshalb zumeist in regionalen Tourismusorganisationen.
In Abgrenzung dazu befassen sich Tourismuskaufleute mit der Vermittlung und dem Verkauf weltweiter Privat- und Geschäftsreisen. Die Ausbildung zum Tourismuskaufmann erfolgt daher hauptsächlich in Reisebüros oder bei Reiseveranstaltern.

## Geschichte

### Seit Jahrzehnten im Aufwind: Urlaub und Freizeit
Während in früheren Zeiten Bildungs- und Erholungsreisen einer kleinen Gruppe von begüterten Menschen vorbehalten waren, begannen Urlaubsreisen spätestens seit den 1960er Jahren für breite Schichten der Bevölkerung interessant und bezahlbar zu werden. Hinzu kam die gestiegene Mobilität auch im Privatverkehr, die Ausflugsziele im Umland schnell erreichbar machte. Von Pauschalangeboten bis zu spezialisierten Abenteuer-, Sport- oder Studienreisen differenzierte sich das Angebot immer weiter aus. Freizeit und Tourismus haben heute einen sehr viel höheren Stellenwert als noch vor einigen Jahren. Regionen und Städte bauen ihr touristisches Angebot aus und profilieren sich durch geeignete Werbemaßnahmen und Öffentlichkeitsarbeit.
Dementsprechend braucht die Tourismus- und Freizeitbranche qualifizierte Fachleute in den Städten, Kommunen und Tourist-Infos, die Kunden und Gäste fachkundig über regionale Angebote beraten, ihnen touristische Dienstleistungen verkaufen, Marketing- und Werbemaßnahmen wirkungsvoll planen und Veranstaltungen inszenieren. Dies gilt für eine Region oder Stadt genauso wie beispielsweise für Freizeitbäder oder Themenparks. So wurde mit dem Kaufmann bzw. der Kauffrau für Tourismus und Freizeit ein Beruf geschaffen, dessen Fachkräfte – je nach Schwerpunktsetzung – in Tourismusunternehmen ebenso wie in freizeitwirtschaftlichen Betrieben tätig sein können.

### Vom Reisebürogehilfen zum Kaufmann/-frau für Tourismus und Freizeit
Die Anfänge der Ausbildung für Fachleute im Reiseverkehr reichen zurück bis ins Jahr 1940. Der damals geschaffene Beruf Reisebürogehilfe galt – mit einer zwischenzeitlichen Neufassung und Änderung des Berufsbildes – bis ins Jahr 1962, als er vom Beruf Reisebürokaufmann abgelöst wurde.
Nachfolgeberuf des Reisebürokaufmanns war 1974 die Ausbildung zum Reiseverkehrskaufmann. Der Ausbildungsberuf war nunmehr nach dem Berufsbildungsgesetz anerkannt. Nach einer weiteren Neuordnung 1979 wurde der Beruf mit den zwei Fachrichtungen Reisevermittlung und Reiseveranstaltung sowie Kur- und Fremdenverkehr ausgestattet.
Im Jahr 1998 wurde die Ausbildungsordnung abermals reformiert. Die Fachrichtungen hießen nun Touristik sowie Kuren und Fremdenverkehr. Die Reform war notwendig geworden, um einigen Veränderungen des Berufsbilds Rechnung zu tragen: Moderne Informations- und Kommunikationssysteme für Reisebuchungen waren inzwischen aus dem Arbeitsgebiet genauso wenig wegzudenken wie zeitgemäße Methoden des Marketings für Reiseziele. Vor allem aber ermöglichte sie durch die Wahl von Einsatzgebieten innerhalb der Fachrichtungen eine noch stärkere Spezialisierung im Vergleich zu vorhergehenden Ausbildungsregelungen.
Aufgrund der stärkeren Differenzierung zwischen Auslands- und Inlandstourismus wurde 2005 der neue Ausbildungsberuf Kaufmann/-frau für Tourismus und Freizeit entwickelt. Jährlich werden etwa 400 neue Ausbildungsverträge geschlossen.

## Ausbildung

### Duale Ausbildung
Die Ausbildung zum Kaufmann für Tourismus und Freizeit ist eine duale Ausbildung. Duale bedeutet, dass die Ausbildung zum Teil in einem Ausbildungsbetrieb und zum Teil in der Berufsschule stattfindet. Sie ist nach dem Berufsbildungsgesetz bundesweit einheitlich geregelt.
Ausbildungsbetriebe sind Unternehmen aus der Freizeit- und Tourismusbranche.
Während der Ausbildung sind die Auszubildenden in Verkaufs-, Informations- oder Büroräumen tätig, helfen bei der Planung und Umsetzung diverser Veranstaltungen oder Projekte auch vor Ort. Kommunikatives und organisatorisches Geschick sowie gute Umgangsformen sind eine Selbstverständlichkeit.
In der Berufsschule wird der theoretische Hintergrund erarbeitet, den Kaufleute für Tourismus und Freizeit für die erfolgreiche Ausübung des Berufs benötigen. Der Unterricht findet regional unterschiedlich in Blöcken von zwei, drei oder auch bis zu sechs Wochen statt.

## Voraussetzungen
Bestimmte Qualifikationen werden von den meisten Betrieben vorausgesetzt und geprüft.
Wesentlich:
- Kontakt- und Anpassungsfähigkeit (im Umgang mit Kunden und Kollegen)
- Belastbarkeit (z. B. in der Hauptsaison oder kurz vor einer größeren Veranstaltung)
- Kreativität (z. B. bei der Erstellung neuer Produkte, Werbebriefen)

Förderlich:
- gute Umgangsformen, Höflichkeit, freundliches Wesen
- gepflegtes Äußeres (vor allem bei Tätigkeiten mit unmittelbarem Kundenkontakt)
- Einfühlungsvermögen (Umgang mit anspruchsvollen Kunden)
- Begeisterungsfähigkeit, Überzeugungskraft (z. B. um Gäste von den Angeboten einer Tourismusregion zu überzeugen)
- Beratungsfähig (z. B. Beraten der Feriengäste hinsichtlich der Angebote am Urlaubsort)
- Neigung zu schriftlicher Tätigkeit, zu Büro- und Verwaltungsarbeiten, zum Umgang mit Daten und Zahlen (z. B. Finanzierungspläne für Veranstaltungen ausarbeiten)
- Neigung am kaufmännischen und wirtschaftlichen Erfolg orientierten Denken
- Freude am planen und organisieren (z. B. bei Veranstaltungen)

Schulisch:
Der Großteil der auszubildenden Kaufleute für Tourismus und Freizeit hat den mittleren Bildungsabschluss, allgemeine Hochschulreife (Abitur) bzw. Fachhochschulreife (Fachabitur). Der Anteil an Hauptschulabsolventen, die einen Ausbildungsplatz in diesem Beruf bekommen, sinkt von Jahr zu Jahr.

## Arbeitsinhalte
Kaufleute für Tourismus und Freizeit kennen die Region, für die sie zuständig sind, bzw. können sich, wenn nötig weitere Informationen einholen. Auskünfte geben sie, wenn nötig auch in Fremdsprachen.
Außerdem vermitteln oder verkaufen sie Dienstleistungen und Eintrittskarten, buchen Fahrten oder reservieren Plätze. Prospektmaterial und Literatur, mit deren Hilfe sich die Kunden weiter informieren können, haben sie an der Hand. Da sie die Bedürfnisse, Wünsche und Fragen der Gäste und Kunden gut kennen, wirken sie auch bei der Entwicklung neuer Angebote und Dienstleistungen mit.
Darüber hinaus werden Freizeitanbieter in den Bereichen Marketing und Kundenvermittlung unterstützt und sie besitzen die Fähigkeit zur Organisation von Veranstaltungen. Bei diesen Veranstaltungen entwickeln sie die richtige Idee für die anvisierte Zielgruppe und stellen Finanzierungspläne auf und koordinieren Werbemaßnahmen, Räumlichkeiten, Mitwirkende sowie die Veranstaltungstechnik. Nach der Veranstaltung führen sie eine Erfolgskontrolle durch und erstellen die Endabrechnung.
Wenn sie in der Destinationsgestaltung tätig sind, gestalten sie das Profil einer Region oder einer Stadt mit und vermarkten es. Sie koordinieren oder entwickeln touristische und freizeitwirtschaftliche Produkte und machen die jeweiligen Attraktionen und Besonderheiten durch Marketingmaßnahmen bekannt. So sorgen sie dafür, dass sich die Kunden jederzeit informieren und die Angebote buchen können.
Bei der Beratung von Kunden und Gästen ist ebenso kommunikatives Geschick gefragt wie bei der Organisation von Veranstaltungen, im Marketingbereich oder beim Aufbau eines regionalen Netzwerks.

## Ausbildungsziele
Ziel der Kaufleute für Tourismus und Freizeit ist es, zur Erhöhung des Bekanntheitsgrades, zur Verbesserung des Images und der Steigerung des Besucheraufkommens einer Destination beizutragen.
Kundenzufriedenheit und Kundenbindung durch hohe Dienstleistungsqualität sind die obersten Prinzipien des Berufsbildes, die entsprechend nachhaltig im Unterricht berücksichtigt werden.
Um dies zu gewährleisten, bedarf es einer fundierten kaufmännischen Grundbildung, die vor allem als Schwerpunkt einen ganzheitlichen Marketing-Ansatz beinhaltet.
- Aktuelle Trends erkennen,
- sich mit wichtigen Zielgruppen der Zukunft auseinanderzusetzen,
- die Stärken und Schwächen der eigenen Region erkennen,
- Möglichkeiten der Umsetzung von Strategien im Rahmen des Marketing-Mix erarbeiten

sind bedeutende Themen für den Erfolg einer Destination, deren Grundlagen im Rahmen der Berufsausbildung zum Kaufmann für Tourismus und Freizeit vermittelt werden.

## Die Prüfung

### Zwischenprüfung
Zur Ermittlung des Ausbildungsstandes wird zur Mitte des 2. Ausbildungsjahres eine schriftliche Zwischenprüfung durchgeführt.
Diese dauert höchstens 180 Minuten und besteht aus praxisbezogenen Aufgaben oder Fällen aus den Gebieten Leistungserstellung, Rechnungswesen, Arbeits- und Ablauforganisation sowie Wirtschafts- und Sozialkunde.
Die Teilnahme an der Zwischenprüfung ist Zulassungsvoraussetzung für die IHK-Abschlussprüfung.

### Abschlussprüfung
Seit 2014 gibt es einen neuen Anforderungskatalog der Inhalte der Abschlussprüfung.
Die Abschlussprüfung besteht aus einem schriftlichen und einen mündlichen Teil und erstreckt sich auf die Inhalte der betrieblichen Ausbildung und den Lernstoff des Berufsschulunterrichts, soweit er für die Berufsausbildung wesentlich ist.

#### Schriftlicher Teil
Im Prüfungsbereich Produkte und Leistungen der Tourismus- und Freizeitwirtschaft bearbeiten die Prüflinge in höchstens 150 Minuten schriftliche Aufgaben aus folgenden Gebieten:
- Gestaltung von Produkten und Leistungen
- Marketing
- Organisation von Betriebsabläufen

Dieser Teil der Prüfung geht zu einem Drittel in das Gesamtergebnis der Prüfung ein.
Im Prüfungsbereich Kaufmännische Steuerung und Kontrolle werden- ebenfalls in schriftlicher Form in höchstens 90 Minuten Aufgaben zu folgenden Aufgaben gestellt:
- Betriebliches Rechnungswesen
- Kosten- und Leistungsrechnung
- Controlling und Statistik

Im Prüfungsbereich Wirtschafts- und Sozialkunde sollen die Prüflinge in einer höchstens 90-minütigen schriftlichen Arbeit zeigen, dass sie wirtschaftliche und gesellschaftliche Zusammenhänge der Berufs- und Arbeitswelt darstellen sowie die Tourismus- und Freizeitwirtschaft als Wirtschaftsfaktor darstellen und beurteilen können.
Die Prüfungsbereiche Kaufmännische Steuerung und Kontrolle sowie Wirtschafts- und Sozialkunde gehen zu je einem Sechstel in das Gesamtergebnis der Prüfung ein.

#### Mündlicher Teil
Im Prüfungsbereich Fallbezogenes Fachgespräch (mündlicher Teil) wählen die Prüflinge eine von zwei praxisbezogenen Aufgaben aus. Nach einer Vorbereitungszeit von max. 15 Minuten zeigen die Prüflinge in einem bis zu 20- minütigen Fachgespräch, dass sie Kunden- und Serviceorientiert kommunizieren und handeln sowie Arbeitsabläufe selbstständig planen, durchführen und kontrollieren können.
Das fallbezogene Fachgespräch geht ebenfalls zu einem Drittel in das Gesamtergebnis der Prüfung ein.

#### Mündliche Ergänzungsprüfung
Unter bestimmten Voraussetzungen kann in einem der schriftlichen Fächer eine ergänzende mündliche Prüfung durchgeführt werden, wenn dies für das Bestehen der Prüfung den Ausschlag geben kann.

#### Bestehensregelung und Wiederholungsmöglichkeiten
Die Prüfung ist bestanden, wenn im Gesamtergebnis sowie in zwei der schriftlichen Prüfungsbereiche und im fallbezogenen Fachgespräch mindestens genügende Leistungen erbracht sind.
Prüfungswiederholung:
Nicht bestandene Prüfungen können nach dem Berufsbildungsgesetz zweimal wiederholt werden.
Prüfende Stelle:
Die Prüfung wird bei der Industrie- und Handelskammer abgelegt.
Abschlussbezeichnung:
Kaufmann für Tourismus und Freizeit / Kauffrau für Tourismus und Freizeit

## Ausbildungsvergütung
Die Auszubildenden können in den einzelnen Ausbildungsjahren monatlich folgende Ausbildungsvergütungen erhalten:
1. Ausbildungsjahr: €   797
2. Ausbildungsjahr: €   908
3. Ausbildungsjahr: € 1.052

Die Höhe der Ausbildungsvergütung ist in den einzelnen Bundesländern unterschiedlich gestaffelt und kann so zu Abweichungen führen. Die genannten Vergütungen entsprechen den tarifvertraglichen Vereinbarungen für branchenzugehörige Ausbildungsbetriebe des DRV Deutscher Reiseverband e. V. (Stand: 1. Oktober 2018)

## Ausbildungsbetriebe
- Tourismusorganisationen und -verbände
- Stadt-, Gemeinde- und Kurverwaltungen, Touristinformationszentren
- Kultur- und Freizeitagenturen
- Camping- und Freizeitplätze
- Reise- und Touristikveranstalter
- Freizeit- und Erlebnisparks
- Kur-, Bäder- und Wellnessbetriebe
- Indooranlagen
- Hotel
- Maritim-touristische Unternehmen (Marinas)
- weitere Unternehmen zur Vermarktung touristischer Attraktionen
- touristisch orientierte Verkehrsunternehmen
- regionale Verkehrsämter
- Eventagenturen

## Weiterbildungsmöglichkeiten
Nach der Ausbildung besteht die Möglichkeit zur Weiterbildung zum Betriebswirt oder Tourismusfachwirt. Diejenigen, die eine Hochschulzugangsberechtigung besitzen, können ein Studium im Bereich Tourismusmanagement anstreben.

## Abgrenzung Tourismuskaufleute (Kaufleute für Privat- und Geschäftsreisen, früher: Reiseverkehrskaufleute)
Neben den überwiegend identischen Inhalten beider Berufsbilder hinsichtlich kaufmännischer Grundfragen unterscheiden sich die beiden Ausbildungsberufe in ihren Schwerpunktfächern Tourismus- und Freizeitwirtschaftliche Prozesse sowie Reiseverkehrsspezifische Prozesse.
In den deutschen Reisebüros arbeiten nach wie vor Tourismuskaufleute (Kaufleute für Privat- und Geschäftsreisen, früher: Reiseverkehrskaufleute), die darauf spezialisiert sind optimal, bezogen auf unterschiedliche Zielgebiete, zu beraten und zu vermitteln. Dabei wird neben dem Reiseland Deutschland auch auf Fernreiseziele eingegangen. Tourismuskaufleute (Kaufleute für Privat- und Geschäftsreisen) befassen sich mit dem Outgoing- bzw. Auslandstourismus. Auch bei Reiseveranstaltern arbeiten Tourismuskaufleute und produzieren Pauschalreisen und Reisekataloge etc.
In der Kur- und Freizeitorganisation jedoch werden vor Ort Menschen benötigt, die als unmittelbarer Ansprechpartner für die Gäste fungieren. Kaufleute für Tourismus und Freizeit befassen sich mit dem Incoming- bzw. Inlandstourismus.
Man kann sagen, die Kaufleute für Tourismus und Freizeit sind dort, wo die Touristen sind, nachdem sie von den Tourismuskaufleuten (Kaufleuten für Privat- und Geschäftsreisen) beraten wurden. Für die Tourismuskaufleute (Kaufleute für Privat- und Geschäftsreisen) endet in der Regel der Kontakt nach erfolgreicher Reisebuchung und für die Kaufleute für Tourismus und Freizeit fängt jetzt der Kontakt zum Kunden erst an.